# Glóin hijo de Thorin
Glóin es un personaje ficticio, creado por el escritor británico J. R. R. Tolkien en sus escritos sobre la Tierra Media. Se trata de un noble enano de la casa de Durin, rey de este pueblo tras su padre Thorin I. Partió de Erebor con su padre hacia las Montañas Grises (Ered Mithrim), donde establecieron su residencia. Durante su reinado amplió las minas de las Ered Mithrim y abandonó el Reino bajo la Montaña Solitaria de Erebor. Fue sucedido por su hijo Óin.
| Predecesor: Thorin I | Casa de Durin 2289 - 2385 T. E.           | Sucesor: Óin |
| Predecesor: Thorin I | Rey de las Ered Mithrim 2289 - 2385 T. E. | Sucesor: Óin |

- Datos: Q5881551